# Мужская сборная Гуама по софтболу
Мужская национальная сборная Гуама по софтболу — представляет Гуам на международных софтбольных соревнованиях. Управляющей организацией является Ассоциация софтбола Гуама (англ. Guam Amateur Softball Association).

## Результаты выступлений

### Чемпионаты мира
| Год        | Победы         | Поражения      | Место          |
| ---------- | -------------- | -------------- | -------------- |
| 1966—1968  | не участвовали | не участвовали | не участвовали |
| 1972       | 3              | 6              | 7              |
| 1976       | 2              | 10             | 6              |
| 1980       | 3              | 4              | 8              |
| 1984       | 3              | 4              | 11             |
| 1988       | не участвовали | не участвовали | не участвовали |
| 1992       | 1              | 7              | 16             |
| 1996—н. в. | не участвовали | не участвовали | не участвовали |

### Тихоокеанские игры
| Год  | Победы | Поражения | Место      |
| ---- | ------ | --------- | ---------- |
| 1975 |        |           | 01 ! [ 2 ] |
| 1991 |        |           | 2          |
| 1999 |        |           | 2          |